# Тонга Макклейн
Тонга Макклейн (англ. Tonga McClain) — американський боксер, призер чемпіонату світу серед аматорів.

## Аматорська кар'єра
На чемпіонаті світу 1989 року завоював бронзову медаль.
- В 1/16 фіналу переміг Йосіхі Досава (Японія) — 38-14
- В 1/8 фіналу переміг Яна Валейко (Польща) — 25-20
- В 1/4 фіналу переміг Камаля Маржуана (Марокко) — 7(+)-7
- У півфіналі програв Хуліо Гонсалес Валладаресу (Куба) — AB 3